# Olaudah Equiano
Gustavus Vassa, batizado como Olaudah Equiano (Biafra, 16 de outubro de 1745 - Cambridgeshire, em 31 de março de 1797) foi um marinheiro calvinista, abolicionista e escritor nigeriano. Viveu principalmente nas colônias britânicas da América e do Reino Unido. Desempenhou importante papel no movimento abolicionista inglês em 1807.
Há polêmica entorno do seu nome que suscita discussão e debate sobre como os estudiosos querem compreender o autor e como este homem se autodenominava referente ao lugar de origem africano ou como era conhecido, conforme reforçam os estudos reflexão feita em "Olaudah Equiano ou Gustavo Vassa: o que há em um nome?", apesar das controvérsias analisar sua trajetória possibilita construir novos conhecimentos dessa fonte histórica ressaltada no trabalho "Olaudah Equiano : a vida de um marinheiro negro no Atlântico do século XVIII e a memória de África"e Identidades Narrativas Transatlânticas: Mahommah Gardo Baquaqua e Gustavus Vassa, ou Olaudah Equiano.

## Biografia
Equiano é filho de um dos maiores grupos étnicos nigerianos, família ibo. Na infância, aos 11 anos, foi sequestrado por um trio de caçadores de escravos, de uma tribo adversa, tornando-se escravo. Transferido para Barbados, foi adquirido por um oficial britânico, que o levou à Virgínia (Estados Unidos) e depois à Inglaterra, onde foi ridicularizado e renomeado com o nome do rei sueco, Gustavus Vassa. 
Equiano tornou-se marinheiro e serviu o mestre durante a Guerra dos Sete Anos. Posteriormente foi vendido a um comerciante. Equiano foi escravizado até o seu vigésimo primeiro ano, quando em julho de 1766 conseguiu comprar, sua liberdade por quarenta libras. Em 1767, trabalhou como barbeiro em Londres, antes de embarcar novamente para Nova Inglaterra. Em 1773, seguiu na expedição liderada pelo naturalista britânico Constantine John Phipps sucessivamente para Nicarágua e regiões do Ártico
Em 1789, foi publicada a autobiografia "A interessante narrativa da vida de Olaudah Equiano, ou Gustavus Vassa, o africano" (do inglês, "The Interesting Narrative of the Life of Olaudah Equiano, or Gustavus Vassa, the African"), que conta a sua história: antes, durante e, depois da escravidão, também contribuindo para a criação do Ato contra o Comércio de Escravos de 1807,  que aboliu o comércio de escravos no Império Britânico.